# Paolo De Maria
Paolo De Maria (Alessandria, 30 ottobre 1891 – Spoleto, 17 febbraio 1968) è stato un generale italiano.

## Biografia
Prese parte alla prima guerra mondiale nel corso della quale raggiunse il grado di ufficiale di fanteria. Fu ferito tre volte, ancora aspirante ufficiale, fu decorato con la medaglia di bronzo al valor militare per gli scontri del 6 agosto 1916 durante la sesta battaglia dell'Isonzo.
Nel 1921 fondò il Fascio di combattimento di Cori nel Lazio e l'anno successivo prese parte alla marcia su Roma. L'anno seguente fu inserito nei quadri della Milizia Volontaria per la Sicurezza Nazionale dove raggiunse in grado di console generale.
Prese parte alla guerra d'Etiopia in una legione di CCNN come volontario.
In seguito fu collocato nella riserva militare ma De Maria si oppose e dopo aver vinto due ricorsi l’8 luglio 1941 e il 27 ottobre 1942 ottenne di ritornare in servizio.

### In Jugoslavia
Il 14 giugno 1943 a Dernis il console De Maria assunse il comando della 89ª Legione CC.NN. d'assalto "Etrusca" di Volterra.
Tra il 25 e il 27 giugno, a seguito di segnalazioni di tentativi di sabotaggio ai pali telegrafici, De Maria guidò la legione in due rastrellamenti che però non diedero esito.
Dopo l'armistizio dell'8 settembre 1943 l'intera legione, composta da oltre 1500 camicie nere, convinta da De Maria, scelse di ammutinarsi e di proseguire la guerra al fianco della Germania. De Maria trattò con il comandante della 114. Jäger-Division il passaggio del reparto nella Wehrmacht. La defezione delle CC.NN. provocò il crollo della 15ª Divisione fanteria "Bergamo" cui era aggregata.

#### IlMiliz Regiment"De Maria"
Il 9 settembre il reparto fu trasformato in Polizei-Freiwilligen-Verbande un reparto della Ordnungspolizei e inquadrato nella stessa 114. Jäger-Division. I soldati italiani mantennero la propria divisa con l'aggiunta di una fascia bianca sulla manica recante la scritta "Ordnungspolizei".
Nei giorni seguenti De Maria si occupò in prima persona nell'arruolamento dei militari italiani sbandatisi dopo l'armistizio, raddoppiando in poco tempo la consistenza del reparto arrivando a circa tremila uomini. Il nuovo reparto sotto il comando di De Maria, con il grado equivalente di oberst, assunse la denominazione di Miliz Regiment De Maria. Il Miliz Regiment continuò a svolgere i precedenti compiti di sorveglianza lungo il tratto ferroviario tra Dernis e Sebenico per tutto il mese di settembre. Il 15 settembre De Maria fondò il fascio repubblicano di Dernis.
Il 27 settembre il Miliz e gli altri reparti nel frattempo aggregatisi si concentrarono a Dernis dove ricevettero gli onori militari e consegnarono tutto l'armamento pesante alla 114. Jäger-Division. Per accordi stipulati tra De Maria e la polizia SS il reparto fu inviato in Germania per l'addestramento. In transito a Tenin si aggregò anche la guarnigione italiana della città. Giunti a Salisburgo nella confusione del momento il treno, invece di proseguire per il campo di addestramento il 5 ottobre fu dirottato in un campo di concentramento nei pressi di Berlino nonostante le proteste di De Maria che tentò inutilmente di contattare l'ambasciata d'Italia. Solo il 12 ottobre, chiarito l'equivoco, i militi poterono proseguire il viaggio fino ai campi di addestramento di Münsingen, dove si concentravano i militari considerati adatti a essere inquadrati nelle Waffen-SS, ma nel frattempo circa mille uomini preferirono abbandonare il reparto.
Il Miliz Regiment De Maria costituì i primi tre battaglioni del nuovo 1º Reggimento milizia armata e l'11 novembre i volontari giurarono fedeltà a Hitler. Il 17 novembre il reggimento rientrò a Milano costituendo il primo nucleo delle SS italiane. A De Maria fu attribuito il grado delle SS di Standartenführer.

### Capo della Provincia
Dopo aver aderito alla Repubblica Sociale Italiana De Maria fu nominato capo della Provincia di Frosinone dal 10 maggio 1944 fino al 30 maggio 1944. Lasciò l'incarico in seguito all'ingresso nella città degli Alleati e trasferitosi al nord fu posto momentaneamente a disposizione. L'8 gennaio 1945 fu nominato capo della Provincia di Savona anche se assunse la carica solo il successivo 5 febbraio e la mantenne fino alla fine della guerra. Il 26 marzo 1945 De Maria intervenne impedendo che cinque prigionieri a disposizione della Feldgendarmerie tedesca di Albenga dal 27 febbraio fossero passati per le armi imponendo che fossero passati a disposizione dell'autorità giudiziaria. A partire dal 3 dicembre 1944 era accaduto che presso la Feldgendarmerie di Albenga si era costituito un tribunale militare che senza alcuna legalità aveva disposto la fucilazione presso la foce del fiume Centa di numerosi prigionieri, principalmente civili.
Nel dopoguerra De Maria fu processato dalla Corte d'assise straordinaria di Savona per collaborazionismo venendo condannato a un anno e otto mesi di reclusione.